# Fejlövés (film, 1968)
Fejlövés 1968-ban készült fekete-fehér, magyar filmdráma. Eredeti címe: Csirkék az országúton.

## Történet
|  | Alább a cselekmény részletei következnek! |

A film valós történetet dolgoz fel, egy újsághír alapján készült. Huszonéves fiatalok a szocializmusban, két fiú és egy lány  elhatározzák, hogy öngyilkosak lesznek. A fiataloknak nincs hol megmaradni, nincs hová menniük ezért autót lopnak és azzal vágnak a nagyvilágba. Hármójuk közül Laci végez magával, Klári és Béla úgy döntenek hogy elszöknek Magyarországból, majd a határban feladják magukat. 
A film főszereplői nem végzett színészek, de ismert emberek. A film főszereplője Kovács Kati a beat-korszak emblematikus alakja az akkor már országos hírű énekesnő, aki akkoriban több film kedvelt főhősnője és Horváth  Károly (Charlie) aki később szintén elismert énekes.
|  | Itt a vége a cselekmény részletezésének! |

## Szereplők
- Kovács Kati – Klári
- Horváth Charlie – Béla
- Miller József – Laci
- Hegedüs Erzsi – Klári anyja
- Iványi József – Benzinkutas
- Kosztolányi Balázs – Határőr
- Létay Klári – Laci anyja
- Pecsenke József – Pityu
- Szabó László – Bandi
- Tardy Balázs – Határőr

## Díjak
1968 – Pécsi Filmszemle legjobb női főszereplőnek járó díja Kovács Katinak